# هارپندن
latitudeهارپندنlongitudeهارپندن
هارپندن (به انگلیسی: Harpenden) یک شهرک در بریتانیا است که در انگلستان واقع شده‌است.

## نگارخانه

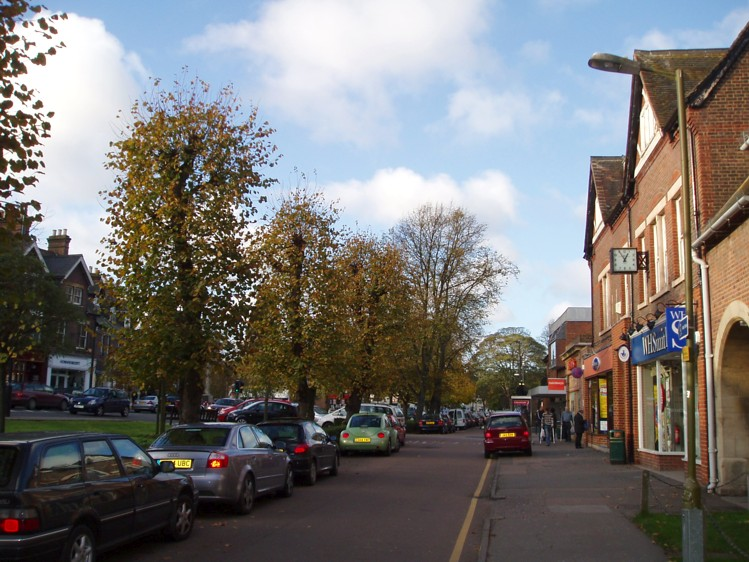
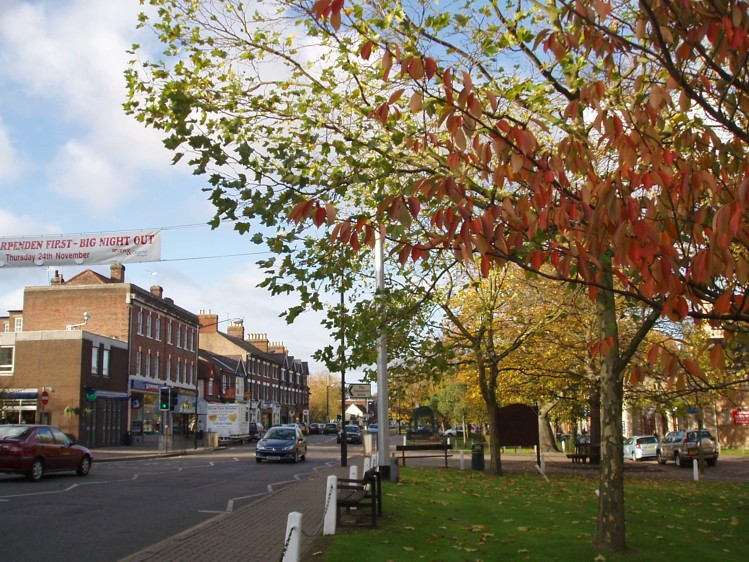
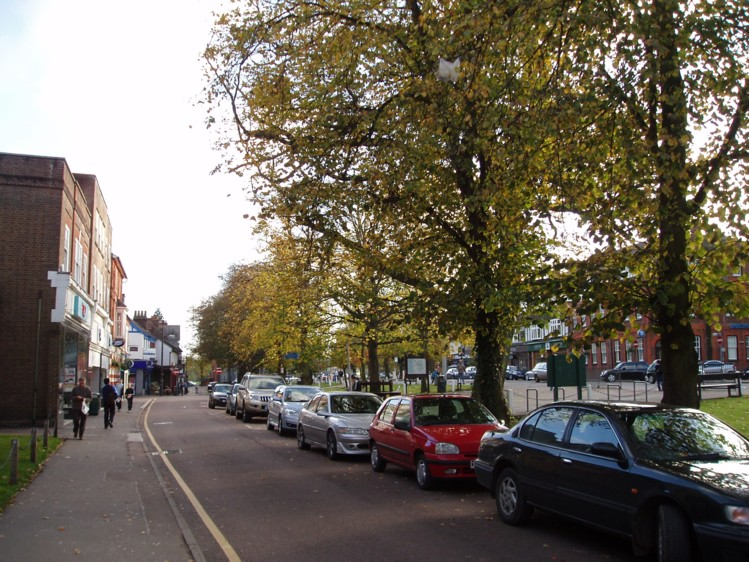
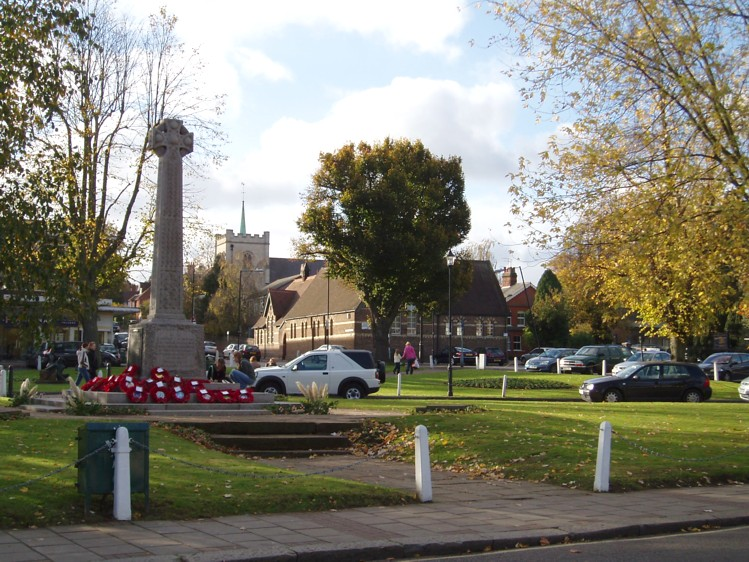
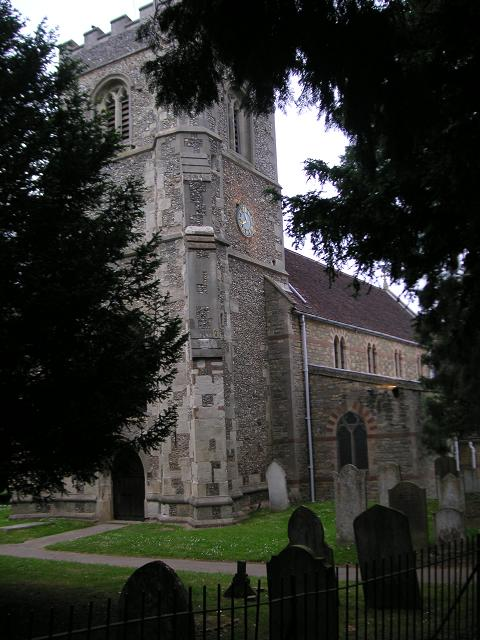
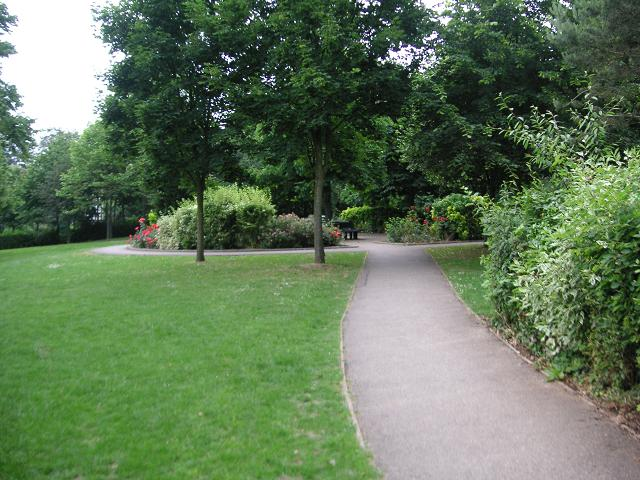
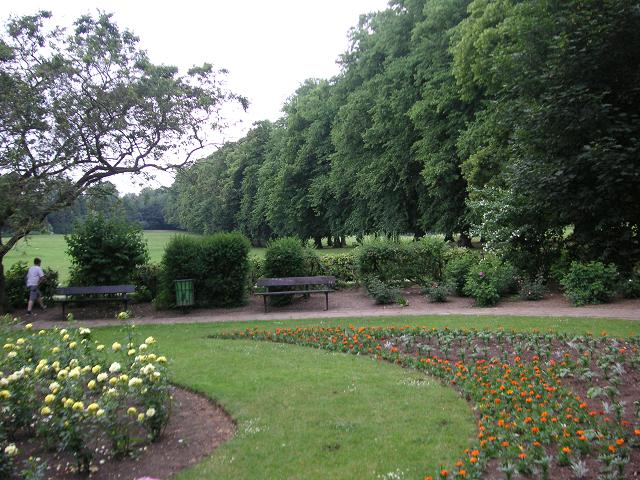

## خصوصیات
هارپندن ۲۹٬۴۴۸ نفر جمعیت دارد.

## خواهرخوانده
شهر آلتزی خواهرخواندهٔ هارپندن هست.